# David Lyons (rugbista)
David John Lyons (Nueva Gales del Sur, 15 de junio de 1980) es un jugador australiano de rugby que se desempeña como octavo.

## Selección nacional
Fue convocado a los Wallabies por primera vez en 2000 y jugó con ellos hasta 2008 cuando se marchó al Reino Unido. En total jugó 46 partidos y marcó cuatro tries (20 puntos).

### Participaciones en Copas del Mundo
Lyons participó de dos Copas del Mundo; Australia 2003 y Francia 2007.
| Mundial                       | Sede      | Resultado        | PJ | Tries |
| ----------------------------- | --------- | ---------------- | -- | ----- |
| Copa Mundial de Rugby de 2003 | Australia | Subcampeón       | 7  | 2     |
| Copa Mundial de Rugby de 2007 | Francia   | Cuartos de final | 1  | 0     |

## Palmarés
- Campeón del Rugby Championship de 2001.
- Campeón del Top 14 de 2014-15.